# گاوینو لدا
گاوینو لدا (به ایتالیایی: Gavino Ledda) (زاده ۳۰ دسامبر ۱۹۳۸ در سیلی‌گو، استان ساساری) نویسندهٔ ایتالیایی که برای رمان زندگینامه خودش به نام «پدرسالار» یا «پدر و ارباب» (Padre padrone) معروف است که برادران تاویانی در سال ۱۹۷۷ فیلمی به همین نام بر اساس آن ساختند.
ترجمهٔ فارسی این رمان با نام «آب، بابا، ارباب» منتشر شده است.